# レイナード・94I
レイナード・94I (Reynard 94I) は、レイナードが設計・製造したオープンホイールレーシングカーである。1994年と1995年のインディカー・シーズン、1996年と1996年-1997年のインディ・レーシング・リーグ・シリーズで使用され、インディアナポリス・モーター・スピードウェイで非公式および公式のラップ記録を保持している。

## 開発
94Iプロジェクトは1992年11月にデザイナーのマルコム・オーストラーによって開始された。94Iは「シンプルだがしっかりと設計され、調整とメンテナンスが容易で、高度に開発された空力パッケージを備えた」車となることを目指していた。ギャルマーG93の未使用のデザインはレイナードに売却され、94Iのベースとして使用された。ローラの元デザイナーのブルース・アシュモアは、設計プロセスの後半にテクニカルディレクターとして参加し、インディカーでの経験に基づいた意見を提供した。
この94Iには、ダイナミックサスペンションショックや縦置きギアボックス（ライバルのローラやペンスキーのマシンに見られる横置きギアボックスとは対照的）など、同社のF3000マシンの要素が採用されていた。レイナードはまた、インディアナポリスに技術拠点を開設し、オフィスやサービススタッフを顧客がアクセスできるようにすることで差別化を図ったが、他のメーカーは依然として主にイギリスに拠点を置いていた。
1994年シーズンに向けて、イギリスのビスターにある同社の拠点で計14台の94Iが製造された。

## 歴史
1994年シーズン、94Iはチップ・ガナッシ・レーシング、ヘイホー・レーシング、ホール・レーシング、ギャレス・レーシング、フォーサイス・グリーン・レーシングによってレースに出場し、フォード・コスワースXBおよびイルモア/Dエンジンを搭載。さらに1台の94Iがヘメルガーン・レーシングによって1994年インディ500に出場した。この車はすぐに競争力を発揮し、チップ・ガナッシのドライバーであるマイケル・アンドレッティは、予選2位からスタートしてサーファーズ・パラダイスで開催された開幕戦で優勝した。アンドレッティはその年の後半にトロントで再び優勝した。ジャック・ヴィルヌーヴはルーキーシーズンに、ロード・アメリカでフォーサイス・グリーンから初優勝を果たした。これらの結果にもかかわらず、チームは94Iがピッチに敏感すぎると指摘し、翌年の95Iで修正された。
94Iは1995年も小規模なチームで使用され続けたが、その魅力の1つは、タブが95Iと同じで、シャーシを1995年仕様にアップデートできることだった。1995年シーズン中、94Iはプロジェクト・インディ、アルシエロ・ウェルズ、パガン・レーシング、そして時折ガナッシ・レーシングによって使用された。また、ステファン・ヨハンソンが1995年のインディ500の予選で94Iを使用したが、主なペンスキーシャシーが速度を上げるのに苦労していることが明らかになった。
1996年、94Iはインディ・レーシング・リーグ（1996年シーズンと1996-97年シーズン前半）の初年度に出場した。このリーグでは1995年の技術規則に準拠したすべてのインディカーの参加が認められたためである。そのため、グリッドには94Iシャーシの複数の例があり、そのほとんどはヘメルガーン、パガン、トレッドウェイ・レーシング（プロジェクト・インディと共同で結成された）のものである。トレッドウェイ・レーシングはエンジニアのティム・ウォードロップとともに、アリー・ルイエンダイクの94Iを大いに効果的にセットアップを施し、インディアナポリスで239.260 mphの非公式ラップレコード、237.498 mphの1周レコード、236.986 mphの4周レコードを樹立し、これらの記録は現在でも破られていない。94Iはフェニックスでポールトゥウィン、ラスベガスでポールポジションを獲得し、どちらもルイエンダイクによって達成されてその年を終えた。